# 布雷赫特
布雷赫特（荷蘭語：Brecht，荷蘭語發音：[brɛxt] ⓘ）是比利时弗拉芒大區安特衛普省安特衛普區的一个市镇，通行荷蘭語，是弗拉芒社群的一部分，面积90.84平方千米，人口29,454人（2020年1月1日）。